# Aphilesthes rustica
Aphilesthes rustica är en skalbaggsart som beskrevs av Bates 1881. Aphilesthes rustica ingår i släktet Aphilesthes och familjen långhorningar.
Artens utbredningsområde är:
- Panama.
- Venezuela.

Inga underarter finns listade i Catalogue of Life.